# Charles Jocelyn Hambro
Charles Jocelyn Hambro, KBE, M.C., född 3 oktober 1897 i Kensington i London, död 28 augusti 1963 i London, var en brittisk bankir och underrättelseofficer.

## Biografi
Charles Jocelyn Hambro var son till Charles Eric Hambro i en brittisk bankirfamilj av dansk härkomst. Charles Jocelyn Hambro utbildades vid Eton College 1910–1915 och tjänstgjorde därefter under första världskriget i regementet Coldstream Guards, där han blev kapten och fick utmärkelsen Military Cross för tapperhet i strid.
Under mellankrigstiden ägnade sig Charles Hambro åt bankverksamhet. Familjens bank C. J. Hambro & Son slogs 1920 samman med British Bank of Northern Commerce, en bank med Stockholms Enskilda Bank och ytterligare nordiska banker som några av ägarna. År 1921 fick den nya banken namnet Hambros Bank, med affärsinriktning mot de nordiska länderna. Den 30-årige Charles Jocelyn Hambro blev 1928 invald i styrelsen för Bank of England.
Under andra världskriget rekryterades han till Ministry of Economic Warfare (MEW), och var bland annat en av de brittiska förhandlarna med Sverige under handelsöverläggningarna i London under oktober-november 1939. Han ingick i Anglo-Swedish Joint Standing Commission (JSC) där Marcus Wallenberg var ordförande, och fanns vid brittiska legationen i Stockholm under våren och sommaren 1940 som attaché pour les affaires financiéres, för att sedan återvända till MEW. Han knöts till den nybildade hemliga militära organisationen Special Operations Executive (SOE), med uppgift att stödja motståndsrörelser i ockuperade länder, och blev ledare för SOE:s skandinaviska sektion. Han skötte tillsammans med sin närmaste man, Henry Sporborg, en stor del av krigshandelspolitiken rörande Sverige fram till 1943.
Charles Jocelyn Hambro ersattes 1943 i ledningen för SOE efter oenighet, och arbetade under resten av andra världskriget för British raw materials mission i Washington, D.C., en täckmantel för informationsutbyte mellan USA och England i samband med forskningen kring atombomben, Manhattanprojektet.